# كارل مارتن (أستاذ جامعي)
كارل مارتن (بالألمانية: Johann Karl Ludwig Martin)‏ هو بروفيسور وجيولوجي ألماني، ولد في 1851 في يفير في ألمانيا، وتوفي في 1942 في لايدن في هولندا.